# 学校法人菅生学園
学校法人菅生学園（がっこうほうじんすがおがくえん）は、1972年に創立された学校法人。現在は、高等学校・中等部・小学校の3校を設置しており、学校法人東海大学と高等学校及び中等部に関して提携校の契約を結んでいる。

## 沿革
- 1970年4月 - 多摩児童学院を開設。
- 1972年3月 - 学校法人多摩児童学院が設立認可。
- 1983年3月 - 学校法人多摩学院と改称し、多摩学院幼稚園と校名変更。
- 1983年4月 - 東海大学の提携校として東京菅生高等学校を開設。
- 1989年4月 - 東海大学と校名変更の調印を行い東海大学菅生高等学校に校名変更。
- 1991年4月 - 学校法人菅生学園と改称。
- 1995年4月 - 東海大学菅生高等学校付属中学校を開設。
- 1997年4月 - 東海大学菅生中学校に校名変更。
- 2007年4月 - 菅生学園初等学校を開設。
- 2008年4月 - 東海大学菅生高等学校中等部に校名変更。
- 2023年3月 - 多摩学院幼稚園閉園[1]。

## 建学の精神
- 若き日に 汝の思想を培え
- 若き日に 汝の体躯を養え
- 若き日に 汝の智能を磨け
- 若き日に 汝の希望を星につなげ

## 設置教育機関
- 高等学校
  - 東海大学菅生高等学校
- 中等部
  - 東海大学菅生高等学校中等部
- 小学校
  - 菅生学園初等学校
- 幼稚園
  - 多摩学院幼稚園 - 2023年3月閉園[1]

## 関連人物
- 島田久（高校名誉校長、硬式野球部部長、多摩児童学院(現在の学校法人菅生学園)創設者、元衆議院議員）
- 島田幸成(現菅生学園理事長　元東京都議会議員)
- 横井人輝（高校硬式野球部元監督）
- 若林弘泰（高校硬式野球部元監督）